# Drużynowe Mistrzostwa Polski na Żużlu 2015
Drużynowe Mistrzostwa Polski na Żużlu 2015 – 68. edycja Drużynowych mistrzostw Polski, organizowanych przez PZMot.

## PGE Ekstraliga

### Runda zasadnicza

#### Terminarz
| [ 2 ] | GOR   | LES   | TAR   | ZIE   | TOR   | WRO   | RZE   | GRU   |
| ----- | ----- | ----- | ----- | ----- | ----- | ----- | ----- | ----- |
| GOR   |       | 38:51 | 61:29 | 48:42 | 42:48 | 50:40 | 55:35 | 63:27 |
| LES   | 48:42 |       | 52:38 | 48:42 | 44:46 | 46:44 | 57:32 | 54:36 |
| TAR   | 50:40 | 43:47 |       | 53:37 | 50:40 | 47:43 | 48:42 | 55:35 |
| ZIE   | 48:42 | 36:54 | 43:47 |       | 47:43 | 50:40 | 50:40 | 57:33 |
| TOR   | 56:33 | 44:46 | 45:45 | 46:39 |       | 45:45 | 48:42 | 59:31 |
| WRO   | 50:40 | 57:32 | 52:38 | 42:48 | 51:39 |       | 56:34 | 63:27 |
| RZE   | 50:40 | 42:48 | 47:43 | 45:45 | 49:40 | 52:37 |       | 61:29 |
| GRU   | 50:40 | 44:46 | 37:52 | 47:43 | 49:41 | 47:43 | 45:44 |       |

#### Tabela
| Msc | Drużyna                              | M. | Z. | R. | P. | Pkt | Bon | Razem | +/–  |
| --- | ------------------------------------ | -- | -- | -- | -- | --- | --- | ----- | ---- |
| 1   | Fogo Unia Leszno                     | 14 | 12 | 0  | 2  | 24  | 5   | 29    | +91  |
| 2   | Unia Tarnów                          | 14 | 8  | 1  | 5  | 17  | 4   | 21    | +17  |
| 3   | Betard Sparta Wrocław                | 14 | 6  | 1  | 6  | 13  | 5   | 18    | +68  |
| 4   | KS Toruń                             | 14 | 6  | 2  | 6  | 14  | 3   | 17    | +27  |
| 5   | SPAR Falubaz Zielona Góra            | 14 | 6  | 1  | 7  | 13  | 3   | 16    | -1   |
| 6   | MONEYmakesMONEY.pl Stal Gorzów Wlkp. | 14 | 5  | 0  | 9  | 10  | 3   | 13    | +10  |
| 7   | PGE Stal Rzeszów                     | 14 | 5  | 1  | 8  | 11  | 2   | 13    | -26  |
| 8   | MrGarden GKM Grudziądz               | 14 | 5  | 0  | 9  | 10  | 0   | 10    | -184 |

M. – liczba meczów, Z. – liczba zwycięstw, R. – liczba remisów, P. – liczba porażek,
Pkt. – liczba punktów, Bon. – liczba bonusów, Razem – suma Pkt. i Bon.,
+/– – różnica między zdobytymi i straconymi punktami biegowymi.

### Play-Off

#### Półfinały
| Data             | Gospodarz             | Wynik | Gość                  | Uwagi                                                           |
| ---------------- | --------------------- | ----- | --------------------- | --------------------------------------------------------------- |
| 6 września 2015  | KS Toruń              | 49:41 | Fogo Unia Leszno      |                                                                 |
| 10 września 2015 | Betard Sparta Wrocław | 54:36 | Unia Tarnów           | Mecz rozegrany w Częstochowie Mecz przełożony z 6 września 2015 |
| 13 września 2015 | Fogo Unia Leszno      | 53:37 | KS Toruń              | Wynik dwumeczu – 94:86 dla Leszna                               |
| 13 września 2015 | Unia Tarnów           | 50:40 | Betard Sparta Wrocław | Wynik dwumeczu – 94:86 dla Wrocławia                            |

#### Mecz o 3. miejsce
| Data             | Gospodarz   | Wynik | Gość        | Uwagi                               |
| ---------------- | ----------- | ----- | ----------- | ----------------------------------- |
| 20 września 2015 | KS Toruń    | 40:50 | Unia Tarnów |                                     |
| 27 września 2015 | Unia Tarnów | 53:37 | KS Toruń    | Wynik dwumeczu – 103:77 dla Tarnowa |

#### Finał
| Data             | Gospodarz             | Wynik | Gość                  | Uwagi                             |
| ---------------- | --------------------- | ----- | --------------------- | --------------------------------- |
| 20 września 2015 | Betard Sparta Wrocław | 41:49 | Fogo Unia Leszno      | Mecz rozegrany w Częstochowie     |
| 27 września 2015 | Fogo Unia Leszno      | 45:45 | Betard Sparta Wrocław | Wynik dwumeczu – 94:86 dla Leszna |

### Baraż o prawo startu w PGE Ekstralidze w 2016 roku
| Data                 | Gospodarz                                  | Wynik | Gość                                       | Uwagi                                |
| -------------------- | ------------------------------------------ | ----- | ------------------------------------------ | ------------------------------------ |
| 4 października 2015  | MDM Komputery Dreier Ostrovia Ostrów Wlkp. | 40:50 | PGE Stal Rzeszów                           |                                      |
| 11 października 2015 | PGE Stal Rzeszów                           | 62:28 | MDM Komputery Dreier Ostrovia Ostrów Wlkp. | Wynik dwumeczu – 112:68 dla Rzeszowa |

### Tabela końcowa
| Msc | Drużyna                              |
| 1   | Fogo Unia Leszno                     |
| 2   | Betard Sparta Wrocław                |
| 3   | Unia Tarnów                          |
| 4   | KS Toruń                             |
| 5   | SPAR Falubaz Zielona Góra            |
| 6   | MONEYmakesMONEY.pl Stal Gorzów Wlkp. |
| 7   | PGE Stal Rzeszów                     |
| 8   | MrGarden GKM Grudziądz               |

### Statystyki PGE Ekstraliga – TOP 5
| Msc. | Żużlowiec          | Wiek | M. | B. | Pkt. | Bon. | Razem | Śr. bieg. | KSM |
| ---- | ------------------ | ---- | -- | -- | ---- | ---- | ----- | --------- | --- |
| 1    | Jarosław Hampel    | 33   | 13 | 31 | 73   | 2    | 75    | 2,419     |     |
| 2    | Tai Woffinden      | 25   | 18 | 94 | 220  | 7    | 227   | 2,415     |     |
| 3    | Greg Hancock       | 45   | 14 | 75 | 173  | 5    | 178   | 2,373     |     |
| 4    | Bartosz Zmarzlik   | 20   | 14 | 72 | 161  | 7    | 168   | 2,333     |     |
| 5    | Piotr Protasiewicz | 40   | 12 | 65 | 142  | 7    | 149   | 2,292     |     |

Wiek według roku urodzenia. Żużlowcy do 21 lat - młodzieżowcy (inaczej juniorzy),
M. - liczba meczów, B. - liczba biegów, Pkt. - liczba punktów, Bon. - liczba bonusów,
Razem - suma Pkt. i Bon., Śr. bieg. - iloraz Razem przez B., KSM - iloczyn Śr. bieg. bez Bon. razy 4,
Msc. - miejsce na liście klasyfikacyjnej, nsk - żużlowiec niesklasyfikowany

## Nice Polska Liga Żużlowa

### Runda zasadnicza

#### Terminarz
| [ 10 ] | ŁÓD   | GNI   | BYD   | DYN   | RYB   | OST   | KRA   |
| ------ | ----- | ----- | ----- | ----- | ----- | ----- | ----- |
| ŁÓD    |       | 49:40 | 50:40 | 40:50 | 36:54 | 51:39 | 48:42 |
| GNI    | 45:45 |       | 42:48 | 36:54 | 42:48 | 28:62 | 41:47 |
| BYD    | 57:33 | 61:29 |       | 43:47 | 48:41 | 37:53 | 58:32 |
| DYN    | 58:32 | 61:29 | 54:36 |       | 54:35 | 57:33 | 57:33 |
| RYB    | 62:27 | 69:20 | 51:39 | 60:30 |       | 60:30 | 62:28 |
| OST    | 63:27 | 59:31 | 56:34 | 48:42 | 48:41 |       | 52:38 |
| KRA    | 51:39 | 49:41 | 46:44 | 41:49 | 32:58 | 36:54 |       |

#### Tabela
| Msc | Drużyna                                    | M. | Z. | R. | P. | Pkt | Bon | Razem | +/–  |
| --- | ------------------------------------------ | -- | -- | -- | -- | --- | --- | ----- | ---- |
| 1   | SK Lokomotīve Dyneburg                     | 12 | 10 | 0  | 2  | 20  | 5   | 25    | +147 |
| 2   | ŻKS ROW Rybnik                             | 12 | 9  | 0  | 3  | 18  | 6   | 24    | +207 |
| 3   | MDM Komputery Dreier Ostrovia Ostrów Wlkp. | 12 | 9  | 0  | 3  | 18  | 4   | 22    | +115 |
| 4   | Polonia Bydgoszcz                          | 12 | 5  | 0  | 7  | 10  | 3   | 13    | +11  |
| 5   | Speedway Wanda Instal Kraków               | 12 | 4  | 0  | 8  | 8   | 2   | 10    | -128 |
| 6   | Orzeł Łódź                                 | 12 | 4  | 1  | 7  | 9   | 1   | 10    | -124 |
| 7   | Łączyńscy-Carbon Start Gniezno             | 12 | 0  | 1  | 11 | 1   | 0   | 1     | -228 |

M. – liczba meczów, Z. – liczba zwycięstw, R. – liczba remisów, P. – liczba porażek,
Pkt. – liczba punktów, Bon. – liczba bonusów, Razem – suma Pkt. i Bon.,
+/– – różnica między zdobytymi i straconymi punktami biegowymi.

### Play-Off

#### Półfinały
| Data             | Gospodarz                                  | Wynik | Gość                                       | Uwagi                                    |
| ---------------- | ------------------------------------------ | ----- | ------------------------------------------ | ---------------------------------------- |
| 11 września 2015 | Polonia Bydgoszcz                          | 45:45 | SK Lokomotīve Dyneburg                     | Mecz przełożony z 6 września 2015        |
| 11 września 2015 | MDM Komputery Dreier Ostrovia Ostrów Wlkp. | 54:36 | ŻKS ROW Rybnik                             | Mecz przełożony z 6 września 2015        |
| 13 września 2015 | SK Lokomotīve Dyneburg                     | 50:40 | Polonia Bydgoszcz                          | Wynik dwumeczu – 95:85 dla Dyneburga     |
| 13 września 2015 | ŻKS ROW Rybnik                             | 49:41 | MDM Komputery Dreier Ostrovia Ostrów Wlkp. | Wynik dwumeczu – 95:85 dla Ostrowa Wlkp. |

#### Finał
| Data             | Gospodarz                                  | Wynik | Gość                                       | Uwagi                                |
| ---------------- | ------------------------------------------ | ----- | ------------------------------------------ | ------------------------------------ |
| 20 września 2015 | SK Lokomotīve Dyneburg                     | 50:40 | MDM Komputery Dreier Ostrovia Ostrów Wlkp. |                                      |
| 27 września 2015 | MDM Komputery Dreier Ostrovia Ostrów Wlkp. | 49:41 | SK Lokomotīve Dyneburg                     | Wynik dwumeczu – 91:89 dla Dyneburga |

### Baraż o Nice Polską Ligę Żużlową
| Data                 | Gospodarz                      | Wynik | Gość                           | Uwagi                              |
| -------------------- | ------------------------------ | ----- | ------------------------------ | ---------------------------------- |
| 4 października 2015  | Polonia Piła                   | 50:39 | Łączyńscy-Carbon Start Gniezno |                                    |
| 11 października 2015 | Łączyńscy-Carbon Start Gniezno | 55:35 | Polonia Piła                   | Wynik dwumeczu – 94:85 dla Gniezna |

### Tabela końcowa
| Msc | Drużyna                                    |
| 1   | SK Lokomotīve Dyneburg                     |
| 2   | MDM Komputery Dreier Ostrovia Ostrów Wlkp. |
| 3   | ŻKS ROW Rybnik                             |
| 4   | Polonia Bydgoszcz                          |
| 5   | Speedway Wanda Instal Kraków               |
| 6   | Orzeł Łódź                                 |
| 7   | Łączyńscy-Carbon Start Gniezno             |

### Statystyki Nice Polska Liga Żużlowa – TOP 5
| Msc. | Żużlowiec         | Wiek | M. | B. | Pkt. | Bon. | Razem | Śr. bieg. | KSM |
| ---- | ----------------- | ---- | -- | -- | ---- | ---- | ----- | --------- | --- |
| 1    | Joonas Kylmäkorpi | 35   | 15 | 49 | 108  | 8    | 116   | 2,367     |     |
| 2    | Hans Andersen     | 35   | 9  | 48 | 110  | 3    | 113   | 2,354     |     |
| 3    | Rune Holta        | 42   | 16 | 83 | 179  | 14   | 193   | 2,325     |     |
| 4    | Antonio Lindbäck  | 30   | 15 | 75 | 164  | 10   | 174   | 2,320     |     |
| 5    | Sebastian Ułamek  | 40   | 14 | 70 | 152  | 6    | 158   | 2,257     |     |

Wiek według roku urodzenia. Żużlowcy do 21 lat - młodzieżowcy (inaczej juniorzy),
M. - liczba meczów, B. - liczba biegów, Pkt. - liczba punktów, Bon. - liczba bonusów,
Razem - suma Pkt. i Bon., Śr. bieg. - iloraz Razem przez B., KSM - iloczyn Śr. bieg. bez Bon. razy 4,
Msc. - miejsce na liście klasyfikacyjnej, nsk - żużlowiec niesklasyfikowany

## Polska 2. Liga Żużlowa

### Runda zasadnicza

#### Terminarz
| [ 17 ] | LUB   | KRO   | PIŁ   | RAW   | GDA   |
| ------ | ----- | ----- | ----- | ----- | ----- |
| LUB    |       | 45:44 | 48:42 | 51:39 | 47:43 |
| KRO    | 45:45 |       | 53:37 | 55:35 | 46:44 |
| PIŁ    | 59:31 | 55:35 |       | 60:30 | 54:36 |
| RAW    | 38:51 | 46:43 | 31:59 |       | 41:45 |
| GDA    | 52:38 | 57:32 | 57:33 | 60:30 |       |

#### Tabela
| Msc | Drużyna                        | M. | Z. | R. | P. | Pkt | Bon | Razem | +/–  |
| --- | ------------------------------ | -- | -- | -- | -- | --- | --- | ----- | ---- |
| 1   | Renault Zdunek Wybrzeże Gdańsk | 8  | 5  | 0  | 3  | 10  | 4   | 14    | +73  |
| 2   | Polonia Piła                   | 8  | 5  | 0  | 3  | 10  | 3   | 13    | +78  |
| 3   | KMŻ Motor Lublin               | 8  | 5  | 1  | 2  | 11  | 2   | 13    | -6   |
| 4   | KSM Krosno                     | 8  | 3  | 1  | 4  | 7   | 1   | 8     | -11  |
| 5   | Kolejarz Intermarche Rawicz    | 8  | 1  | 0  | 7  | 2   | 0   | 0     | -134 |

M. – liczba meczów, Z. – liczba zwycięstw, R. – liczba remisów, P. – liczba porażek,
Pkt. – liczba punktów, Bon. – liczba bonusów, Razem – suma Pkt. i Bon.,
+/– – różnica między zdobytymi i straconymi punktami biegowymi.

### Play-Off

#### Półfinały
| Data             | Gospodarz                      | Wynik | Gość                           | Uwagi                               |
| ---------------- | ------------------------------ | ----- | ------------------------------ | ----------------------------------- |
| 6 września 2015  | KSM Krosno                     | 39:51 | Renault Zdunek Wybrzeże Gdańsk |                                     |
| 6 września 2015  | KMŻ Motor Lublin               | 0:40  | Polonia Piła                   |                                     |
| 13 września 2015 | Renault Zdunek Wybrzeże Gdańsk | 61:29 | KSM Krosno                     | Wynik dwumeczu – 112:68 dla Gdańska |
| 13 września 2015 | Polonia Piła                   | 61:29 | KMŻ Motor Lublin               | Wynik dwumeczu – 101:29 dla Piły    |

#### Finał
| Data             | Gospodarz                      | Wynik | Gość                           | Uwagi                              |
| ---------------- | ------------------------------ | ----- | ------------------------------ | ---------------------------------- |
| 20 września 2015 | Polonia Piła                   | 49:41 | Renault Zdunek Wybrzeże Gdańsk |                                    |
| 27 września 2015 | Renault Zdunek Wybrzeże Gdańsk | 54:36 | Polonia Piła                   | Wynik dwumeczu – 95:85 dla Gdańska |

### Tabela końcowa
| Msc | Drużyna                        |
| 1   | Renault Zdunek Wybrzeże Gdańsk |
| 2   | Polonia Piła                   |
| 3   | KMŻ Motor Lublin               |
| 4   | KSM Krosno                     |
| 5   | Kolejarz Intermarche Rawicz    |

### Statystyki Polska 2. Liga Żużlowa – TOP 5
| Msc. | Żużlowiec          | Wiek | M. | B. | Pkt. | Bon. | Razem | Śr. bieg. | KSM |
| ---- | ------------------ | ---- | -- | -- | ---- | ---- | ----- | --------- | --- |
| 1    | Magnus Zetterström | 44   | 12 | 62 | 143  | 6    | 149   | 2,403     |     |
| 2    | Rienat Gafurow     | 33   | 12 | 58 | 121  | 8    | 129   | 2,224     |     |
| 3    | Aleš Dryml         | 36   | 9  | 42 | 86   | 7    | 93    | 2,214     |     |
| 4    | Patryk Dolny       | 22   | 12 | 53 | 99   | 16   | 115   | 2,170     |     |
| 5    | Kamil Brzozowski   | 28   | 11 | 49 | 91   | 15   | 106   | 2,163     |     |

Wiek według roku urodzenia. Żużlowcy do 21 lat - młodzieżowcy (inaczej juniorzy),
M. - liczba meczów, B. - liczba biegów, Pkt. - liczba punktów, Bon. - liczba bonusów,
Razem - suma Pkt. i Bon., Śr. bieg. - iloraz Razem przez B., KSM - iloczyn Śr. bieg. bez Bon. razy 4,
Msc. - miejsce na liście klasyfikacyjnej, nsk - żużlowiec niesklasyfikowany